# Bootleg (Francesco De Gregori)
Bootleg è il quinto album dal vivo di Francesco De Gregori.

## Descrizione
Poco prodotto, dal suono elettrico e asciutto, apparentemente trascurato anche nell'aspetto grafico, l'album ha un titolo che rimanda all'estetica rock and roll e costituisce un documento fedele di una tournée di cui si ricorda il suono particolarmente scarno e la voglia di divertirsi e far divertire.

Nel disco è presente una cover di Anidride solforosa di Lucio Dalla, cantata insieme ad Angela Baraldi (che nel tour faceva da spalla a De Gregori, presentando in ogni concerto alcune canzoni tratte dal suo repertorio), ed inoltre una versione acustica di Mannaggia alla musica, canzone che De Gregori aveva scritto nel 1980 per Ron (che l'aveva incisa nell'album Una città per cantare).
Seguirà una pausa, dopo la quale De Gregori tornerà a sperimentare, dal punto di vista musicale e letterario, col successivo Prendere e lasciare.

## Tracce
1. Povero me (1) - 5.57
2. 300.000.000 di topi - 3.59
3. Miramare - 5.18
4. Caterina - 4.26
5. I muscoli del capitano - 3.27
6. Sangue su sangue - 5.11
7. Adelante! Adelante! - 4.24
8. Stella della strada - 3.54
9. Il bandito e il campione (2) - 4.35
10. Mannaggia alla musica - 4.13
11. A Pa' - 3.36
12. Pentathlon - 4.58
13. Viaggi e miraggi - 6.32
14. Anidride solforosa (3) (con Angela Baraldi) - 5.02
15. Viva l'Italia - 5.04

Tutti i brani sono di Francesco De Gregori tranne (1) di De Gregori - Locasciulli, (2) di Grechi e (3) di Dalla - Roversi.

## Formazione
- Francesco De Gregori, Voce e chitarra
- Lucio Bardi, Chitarra e mandolino
- Guido Guglielminetti, Basso
- Vincenzo Mancuso, Chitarre
- Rosario Gagliardo, Batteria
- Orazio Maugeri, Sax tenore e soprano
- Angela Baraldi canta "Anidride solforosa"

## Classifiche

### Classifiche settimanali
| Classifica (1994) | Posizione massima |
| ----------------- | ----------------- |
| Europa            | 54                |
| Italia            | 5                 |